# أرنولد كيندال
أرنولد كيندال (بالإنجليزية: Arnold Kendall)‏ (6 أبريل 1925 بهاليفاكس في المملكة المتحدة - 12 ديسمبر 2003) هو لاعب كرة قدم بريطاني (وحمل سابقاً جنسية المملكة المتحدة لبريطانيا العظمى وأيرلندا) في مركز جناح ‏. لعب مع برادفورد سيتي ونادي روتشديل وBuxton F.C. ‏ ونادي جوول ‏ وSkelmersdale United F.C. ‏ وبريدلينغتون تاون ‏ وWisbech Town F.C. ‏ وWigan Rovers F.C. ‏ ونادي برادفورد بارك أفنيو.